# Hadimus cartalloides
Hadimus cartalloides är en skalbaggsart som beskrevs av Leon Fairmaire 1889. Hadimus cartalloides ingår i släktet Hadimus och familjen långhorningar.
Artens utbredningsområde är Madagaskar. Inga underarter finns listade i Catalogue of Life.